# Roser Suñé Pascuet
Roser Suñé Pascuet (Andorra la Vella, 26 d'agost de 1960) és una mestra, filòloga i política andorrana, va ser la Síndica General del Consell General de les Valls d'Andorra entre el 2 de maig de 2019 fins al 26 d’abril de 2023. Fou la primera síndica de les Valls, sent succeïda en el càrrec per Carles Ensenyat.
Estudià Magisteri a l'Escola Blanquerna, el 1980, i Filologia Catalana a la Universitat de Barcelona, on es llicencià el 1983.
Després de dedicar-se a la docència, ocupà diferents càrrecs relacionats amb l'educació i la joventut: Directora de Formació Professional (1994-1998), Directora del Centre de Formació per a Aprenents (1997-1998), Directora de desenvolupament de la UNICEF-Comitè d'Andorra (2005-2007), Cap d'àrea de Formació d'Adults (2009-2011 i 2015-2016) i també amb Política Exterior o Protocol —Directora de Política Exterior, Afers Bilaterals i Unió Europea (2002-2005) i Cap de protocol del Govern d'Andorra (2007-2009).
Dins de l'àmbit institucional, fou Representant Permanent Adjunta, Ministra plenipotenciària a la Missió d'Andorra a les Nacions Unides, dins del Ministeri de Relacions Exteriors d'Andorra (1998-2002). Després va ser ambaixadora a Suècia del 1999 al 2005, i a Noruega i Islàndia entre el 2000 i el 2005. El maig de 2011 fou nomenada Ministra d'Educació i Joventut del Govern d'Andorra, càrrec que ocupà fins l'abril del 2015. Fou candidata a les eleccions generals del 2019 en què sortí escollida com a Síndica General amb el partit Demòcrates per Andorra.

## Publicacions
- Projecte de recerca sobre prospecció de textos catalans (1983)
- El llibre de les bèsties de Ramon Llull. Una proposta de treball per al batxillerat (1990)

## Distincions honorífiques
- Dama de la Creu dels Set Braços, Principat d'Andorra (2024)[7]